# Stor-Våndtjärnen
Stor-Våndtjärnen är en sjö i Härjedalens kommun i Härjedalen och ingår i Ljusnans huvudavrinningsområde. Sjön har en area på 0,336 kvadratkilometer och ligger 395,3 meter över havet.

## Delavrinningsområde
Stor-Våndtjärnen ingår i det delavrinningsområde (690932-140444) som SMHI kallar för Mynnar i Yttersjön. Medelhöjden är 515 meter över havet och ytan är 25,25 kvadratkilometer. Det finns inga avrinningsområden uppströms utan avrinningsområdet är högsta punkten. Vattendraget som avvattnar avrinningsområdet har biflödesordning 3, vilket innebär att vattnet flödar genom totalt 3 vattendrag innan det når havet efter 286 kilometer. Avrinningsområdet består mestadels av skog (79 procent) och sankmarker (15 procent). Avrinningsområdet har 0,34 kvadratkilometer vattenytor vilket ger det en sjöprocent på 1,3 procent.